# Anrode
Anrode település Németországban, azon belül Türingiában. Lakosainak száma 3151 fő (2022. december 31.).

## Népesség
A település népességének változása:
| Lakosok száma | 3312 | 3193 | 3147 | 3138 | 3151 |
|               | 2014 | 2017 | 2019 | 2021 | 2022 |